# Streptococcus bovis
Streptococcus bovis é uma espécie de estreptococos do grupo D que colonizam o trato gastro-intestinal de ruminantes. É um coco GRAM-positiva. No homem, tem importância clínica como causa de endocardite (inflamação da camada mais interna do coração) e relação com neoplasia do trato gastro-intestinal.
É uma espécie de bactéria gram-positiva que em humanos está associada a infecções do trato urinário, endocardite, sepse, e câncer colorretal. S. gallolyticus é comumente encontrado no trato alimentar de bovinos, ovinos e outros ruminantes, e pode causar acidose ruminal ou timpanismo em confinamento. Ela também está associada à peritonite bacteriana espontânea, uma complicação frequente que ocorre em pacientes afetados por cirrose. Equivalência com Streptococcus equinus foi contestada.